# Quai de la Loire
Quai de la Loire [ké delaloár] čili nábřeží Loiry je nábřeží v Paříži. Nachází se v 19. obvodu. Nábřeží je pojmenované podle francouzské řeky Loiry, která ovšem Paříží neprotéká.

## Poloha
Nábřeží vede podél celého levého, jižního břehu kanálu Villette. Začíná u náměstí Place de la Bataille-de-Stalingrad na křižovatce s Avenue Jean-Jaurès a končí u křižovatky s ulicí Rue de Crimée, kde na něj navazuje Quai de la Marne vedoucí podél kanálu Ourcq.

## Významné objekty
Na začátku tohoto i protějšího nábřeží Quai de la Seine se nacházejí budovy společnosti MK2, která podniká v oblasti kinematografie.